# Olainfarm
Olainfarm AS este un producător leton de produse chimice și farmaceutice.
Compania a fost înființată în anul 1972 ca întreprinderea de stat „Olaines ķīmiski - farmaceitiskā rūpnīca” (Combinatul Petro-Chimic Olaine). Scopul principal al înființării companiei a fost de a asigura necesarul de substanțe și semifabricate farmaceutice pentru mai multe fabrici de medicamente din Uniunea Sovietică. Ca urmare a privatizării în 1997, compania a fost reorganizată într-o societate pe acțiuni, iar acțiunile sale au fost cotate la bursă.
Olainfarm produce peste 60 de forme de dozare, 25 de ingrediente farmaceutice active și 20 intermediare. Portofoliul de produse este bine diversificat, cu un accent deosebit pe produsele de marcă, unice lui Olainfarm. Domeniile principale de specializare în forme de dozare finale includ neurologia (inhibitori ai colinesterazei, anxiolitici, psihostimulanți, nootropici), cardiologie (antiaritmice, agenți de metabolizare a energiei), infectologie (derivați originali de nitrofurantoină și antivirale) și alergologie (antihistaminice cu acțiune rapidă).
OLAinfarm este certificat în conformitate cu cerințele UE GMP pentru API și FDF, US cGMP pentru anumite API (FDA), TGA pentru FDF (Australia), CEP pentru anumite API, ISO 14001 Sistemul de management al mediului și ISO 17025 Sistemul de management al laboratorului.
Dovada calității produselor Olainfarm este cooperarea cu companii precum Novartis, Dr. Reddy, Glenmark Generics, Sigma AU, Almirall Ranke, UQUIFA, MIAT, Actavis, Teva, Egis, PHF și multe altele. Din 2011, Olainfarm livrează medicamente anti-tuberculozei către Organizația Mondială a Sănătății.
Are oficii de reprezentanță în Rusia, Ucraina, Belarus, Tadjikistan, Albania, Armenia, Kazahstan, Kosovo, Uzbekistan și Mongolia, filiale în Letonia, Lituania, Belarus, Rusia, Turcia, Azerbaidjan și Kârgâzstan și agenții subcontractante în SUA, Serbia, Turkmenistan, Moldova, Suedia și Asia de Sud-Est.
Olainfarm exportă  în mai mult de 40 de țări din întreaga lume, cota de export fiind de aproape 85%. Principalele piețe de export sunt Rusia, Ucraina, Belarus, Olanda, Kazahstan, Marea Britanie și Polonia. Cea mai mare piață de export - Australia.